# Angiopatia amiloide cerebral
A angiopatia amiloide cerebral (AAC) é uma forma de angiopatia na qual o peptídeo beta amiloide se deposita nas paredes dos vasos sanguíneos pequenos e médios do sistema nervoso central e das meninges. O termo congofílico é às vezes usado porque a presença das agregações anormais de amiloide pode ser demonstrada pelo exame microscópico do tecido cerebral após coloração com vermelho Congo. O material amiloide é encontrado somente no cérebro e, portanto, a doença não está relacionada a outras formas de amiloidose.

## Sinais e sintomas
A AAC está associada a hemorragias cerebrais, principalmente microhemorragias. Como a CAA pode ser causada pela mesma proteína amiloide associada à doença de Alzheimer, as hemorragias cerebrais são mais comuns em pessoas com diagnóstico de Alzheimer. Entretanto, eles também podem ocorrer em pessoas sem histórico de demência. O sangramento no cérebro geralmente está confinado a um lobo específico e isso é um pouco diferente em comparação com os sangramentos cerebrais que ocorrem como consequência da pressão arterial elevada (hipertensão) - uma causa mais comum de acidente vascular cerebral hemorrágico (ou sangramento no cérebro).

## Causas

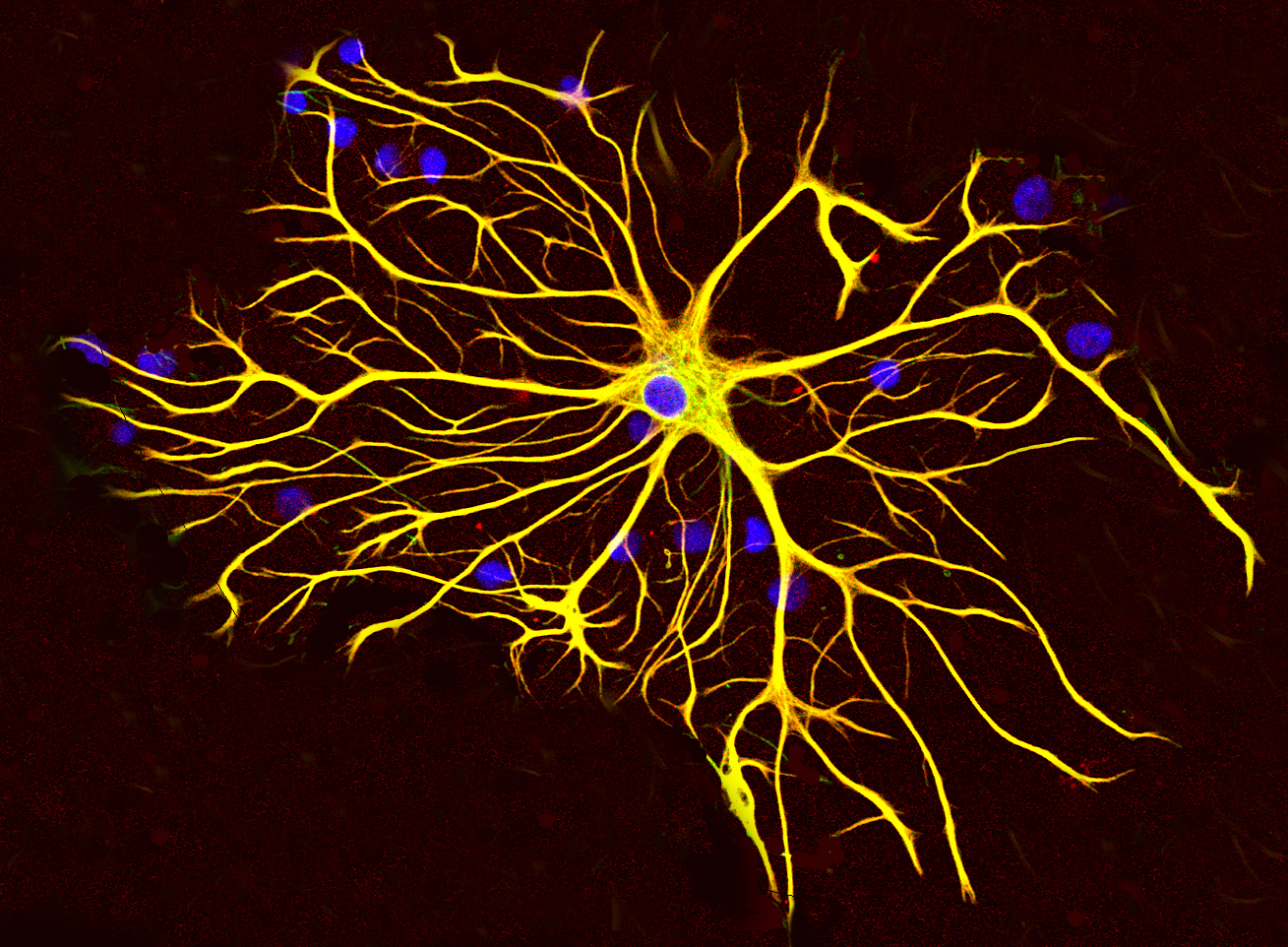
Astrócito.

A AAC foi identificada como ocorrendo esporadicamente (geralmente em populações idosas) ou em formas familiares, como os tipos flamengo, de Iowa e holandês. Em todos os casos, ela é definida pela deposição de beta amiloide (Aβ) nas paredes dos vasos cerebrais e leptomenínges. Observou-se que a AAC que ocorre no tipo flamengo está ligada a grandes placas de núcleo denso observadas nessa linhagem.
A razão para o aumento da deposição de Aβ na AAC esporádica ainda não está clara, tendo sido propostos como possíveis causas tanto o aumento da produção do peptídeo quanto a depuração anormal. Em condições fisiológicas normais, o Aβ é eliminado do cérebro por quatro vias:
1. endocitose por astrócitos e células microgliais;
2. degradação enzimática por neprilisina ou insulisina;
3. eliminado por meio da barreira hematoencefálica; ou
4. drenado ao longo dos espaços periarteriais. Anormalidades em cada uma dessas vias de depuração identificadas foram associadas à AAC.

Nas formas familiares de AAC, a causa do acúmulo de Aβ provavelmente se deve ao aumento da produção e não à depuração deficiente. Mutações nos genes da proteína precursora de amiloide (APP), da presenilina (PS1 e PS2) podem resultar em taxas maiores de clivagem da APP em Aβ. Um mecanismo imunológico também foi proposto. A apolipoproteína E (APOE) ε2 e ε4 está associada a um risco maior de desenvolver angiopatia amiloide cerebral. O uso de terapia antiplaquetária e anticoagulante aumenta o risco de hemorragia intracerebral na AAC.

### Tipos
Existem diversas variantes familiares. A condição geralmente está associada à beta amiloide. Entretanto, existem tipos que envolvem outros peptídeos amiloides:
- o "tipo islandês" está associado à cistatina C amiloide (ACys);[20]
- o "tipo britânico" e o "tipo dinamarquês" estão associados à amiloide britânica (ABri) e à amiloide dinamarquesa (ADan), respectivamente. Ambos os peptídeos estão ligados a mutações no ITM2B;[21]
- a amiloidose familiar do tipo finlandês está associada à amiloide gelsolina (AGel).[22]

## Fisiopatologia
A patologia amiloide vascular característica da AAC pode ser classificada como tipo 1 ou tipo 2, sendo o último tipo o mais comum. A patologia da AAC do tipo 1 envolve depósitos amiloides detectáveis nos capilares corticais, bem como nas artérias e arteríolas leptomeníngeas e corticais. Na patologia de AAC tipo 2, os depósitos de amiloide estão presentes nas artérias e arteríolas leptomeníngeas e corticais, mas não nos capilares. Depósitos em veias ou vênulas são possíveis em ambos os tipos, mas são muito menos prevalentes.

## Diagnóstico

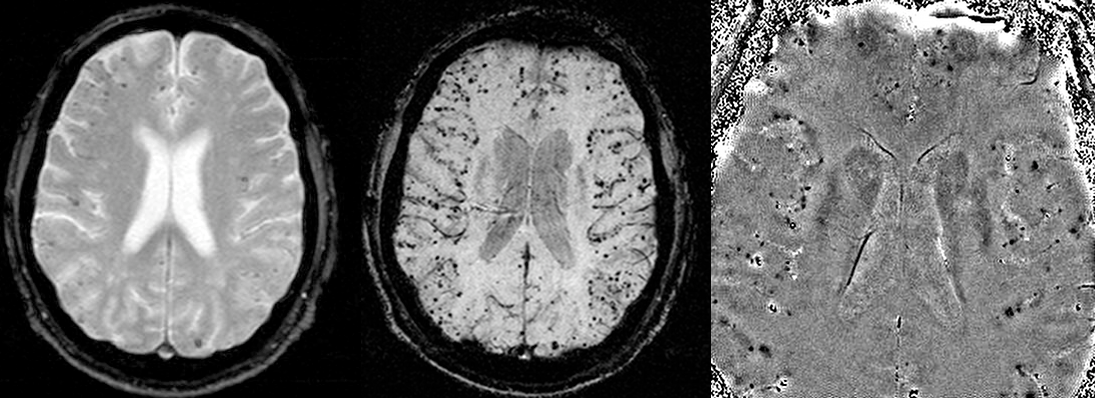
RM mostrando focos de baixo sinal na angiopatia amiloide cerebral. Imagem convencional ponderada em T2* com eco de gradiente (esquerda, TE=20ms), imagem ponderada em suscetibilidade (SWI) e imagem de fase SWI (centro e direita, respectivamente, TE=40ms) a 1,5 Tesla.

A AAC só pode ser definitivamente diagnosticada por uma autópsia (post-mortem). As biópsias podem desempenhar um papel no diagnóstico de casos prováveis. Quando não há tecido disponível para biópsia, os critérios de Boston são usados para determinar casos prováveis de AAC a partir de dados de ressonância magnética ou tomografia computadorizada. Os critérios de Boston exigem evidências de múltiplas hemorragias lobares ou corticais para rotular um paciente como provavelmente portador de AAC. A imagem ponderada por suscetibilidade foi proposta como uma ferramenta para identificar microhemorragias relacionadas à AAC.

### Exames de imagem
A angiopatia amiloide cerebral pode se apresentar com hemorragia intracerebral lobar ou micro sangramentos no cérebro. O sangramento geralmente ocorre nas superfícies do cérebro, em contraste com a hemorragia intracraniana devido à pressão arterial elevada que ocorre em locais profundos do cérebro, como os gânglios basais e a ponte. No sangramento intracerebral lobar, a tomografia computadorizada (TC) mostraria uma área de hemorragia hiperdensa e um odema hipodenso ao redor do local da hemorragia.
A sequência de RM de eco de gradiente e a imagem ponderada por suscetibilidade (SWI) são úteis na detecção de micro sangramentos e deposição de ferro no córtex cerebral (siderose superficial cortical). Outros indicadores de RM de AAC incluem hiperintensidades de substância branca e afinamento cortical.

## Tratamento
O objetivo da angiopatia amiloide cerebral é tratar os sintomas, pois não há cura atualmente. A terapia física, ocupacional e/ou fonoaudiológica pode ser útil no tratamento dessa condição.

## Histórico
Gustav Oppenheim foi o primeiro a relatar depósitos de β amiloide vascular na vasculatura do sistema nervoso central em 1909. O primeiro artigo focado exclusivamente no que viria a ser conhecido como ACC foi publicado em 1938 por W. Z. Scholz. Em 1979, H. Okazaki publicou um artigo que implicava a AAC em certos casos de hemorragia intracerebral lobar. Os critérios de Boston para AAC foram originados em um artigo de 1995 da Escola de Medicina Harvard.